# Nurmo, Rimito
Nurmo är öar i Finland. De ligger i Skärgårdshavet och i kommunen Nådendal i landskapet Egentliga Finland, i den sydvästra delen av landet. Öarna ligger omkring 32 kilometer sydväst om Åbo och omkring 180 kilometer väster om Helsingfors.
Arean för den av öarna koordinaterna pekar på är 3,8 hektar och dess största längd är 330 meter i sydöst-nordvästlig riktning. Närmaste större samhälle är Rimito, 12,1 km nordost om Nurmo.